# Francesco Antonio Bonporti
Francesco Antonio Bonporti (11. června 1672, Trento – 19. prosince 1749, Padova) byl italský hudební skladatel. Narodil se v Tridentu a v roce 1691 byl přijat na Collegium Germanicum v Římě, kde studoval teologii. V Římě také studoval skladbu pod vedením Giuseppa Ottavia Pitoniho a možná i hru na housle u Arcangela Corelliho. Po studiích se vrátil zpět do Tridentu a v roce 1695 byl vysvěcen na kněze.
Bonporti zkomponoval dvanáct oper, vydaných v letech 1696 až 1736, a řadu dalších skladeb. Ovlivnil Johanna Sebastiana Bacha při rozvoji žánru invence a několik jeho děl bylo omylem zahrnuto do souboru Bachových opusů. Bach ve skutečnosti čtyři houslové kusy z Bonportiho op. 10 (1712) jen přepsal pro cembalo. Od roku 1740 až do své smrti v roce 1749 žil Bonporti v Padově.